# Рейнгард, Людвиг Васильевич
Людвиг Васильевич (Вильгельмович) Рейнгард (1847, Полтавская губерния — 1920, Харьков) — русский учёный-ботаник, альголог, заслуженный профессор, первый избранный ректор Императорского Харьковского университета (1905—1906), тайный советник.

## Биография
Родился 18 марта 1847 года в селе Войтовицы (вблизи Переяслава, Полтавская губерния), в семье генерал-майора от инфантерии российской армии, барона Василия (Вильгельма) Рейнгарда, эмигрировавшего из Германии в Россию после окончания войны с наполеоновской Францией. Происходил из рода протестантов, живших в XVI веке во Франции (французская фамилия — Ренар), которые после Варфоломеевской ночи бежали в Германские государства.
Образование получил в 1-й киевской, затем курской гимназии, которую не закончил.
В 1866 году переселился в Харьков, где поступил вольнослушателем в Императорский Харьковский университет. Сдав выпускной экзамен гимназии, с 1867 по 1871 обучался на отделении естественных наук физико-математического факультета Харьковского университета. Окончил университет со степенью кандидата естественных наук, был оставлен при нём и в следующем году стал консерватором ботанического кабинета.
В 1874—1877 годах одновременно — преподаватель естественной истории в Харьковском реальном училище.
Магистр ботаники с 1877 года. После защиты диссертации в качестве приват-доцента приступил к чтению лекций в Харьковском университете (1880).
В том же году Л. В. Рейнгард был приглашён на работу доцентом кафедры ботаники в Новороссийский университет в Одессу. В мае 1885 года защитил диссертацию на степень доктора ботаники и был утверждён экстраординарным профессором.
В январе 1886 года был переведён в Харьковский университет в звании ординарного профессора, с 1902-го — заслуженный профессор. Читал курс ботаники.
Одновременно с 1886 по 1888 годы читал курс лекций по анатомии и физиологии растений в Харьковском технологическом институте.
В 1891—1894 годах — секретарь физико-математического факультета, с сентября 1905-го по октябрь 1906 года — первый выборный ректор университета. В сентябре-октябре 1905 года ректор Рейнгард, неоднократно обращаясь к харьковскому генерал-губернатору и к бастовавшим студентам университета, смог организовать переговоры властей со студентами и предотвратить беспорядки и кровопролитие.
Участник XII съезда Русских естествоиспытателей и врачей, проходившем в 1909—1910 годах в Москве.
Скончался в 1920[уточнить] году в Харькове.

## Научная работа
Ещё студентом, опубликовал несколько работ по морфологии и систематике водорослей. Бо́льшая часть научных трудов профессора Л. В. Рейнгарда была посвящена анатомии и физиологии растений, в частности, морфологии водорослей. Провёл целый ряд исследований, доставивших ему мировую известность. Заведовал ботаническим садом и ботаническим кабинетом.

## Избранные труды
Научные работы Л. В. Рейнгард печатались как в русских, так и зарубежных изданиях.
- «Characteae средней и южной России» (1872)
- «Zur Morphologie und Systematik der Bacillariaceen» (1875)
- «Копуляция зооспор у Chlamydomonas Pulvisculus Ehrb. и Stigeoclonium sp.» (1876)
- «Некоторые черты в развитии дыхательных устрьиц у растений» (1879)
- «Diatomaceae Соловецких островов» (1880)
- «Альгологические исследования. I. Материалы для морфологии и систематики водорослей Чёрного моря» (1885)
- «Водоросли Уфимской и Оренбургской губернии»
- «Материалы для морфологии и систематики водорослей Чёрного моря» (1885)
- «Заметка о папоротниках Абхазии» и др.

## Награды
- Орден Святого Владимира 3 степени
- Орден Святой Анны 2 степени
- Орден Святого Станислава 2 степени